# Sarnaki (gmina)
Sarnaki (daw. gmina Chlebczyn) – gmina wiejska w województwie mazowieckim, w powiecie łosickim. W latach 1975–1998 gmina położona była w województwie bialskopodlaskim.
Siedziba gminy to Sarnaki.
Według danych z 30 czerwca 2004 gminę zamieszkiwały 5302 osoby.

## Struktura powierzchni
Według danych z roku 2002 gmina Sarnaki ma obszar 197,3 km², w tym:
- użytki rolne: 54%
- użytki leśne: 39%

Gmina stanowi 25,56% powierzchni powiatu.

## Demografia

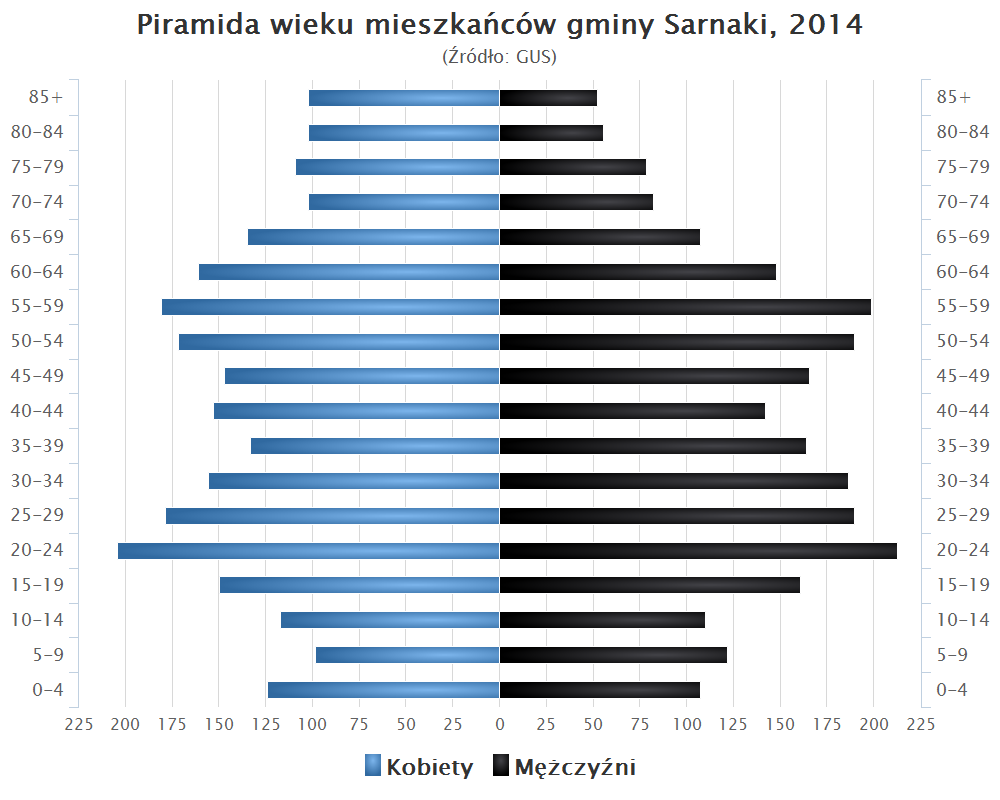
Piramida wieku mieszkańców gminy Sarnaki w 2014 roku

Dane z 30 czerwca 2004:
| Opis                              | Ogółem | Ogółem | Kobiety | Kobiety | Mężczyźni | Mężczyźni |
| --------------------------------- | ------ | ------ | ------- | ------- | --------- | --------- |
| jednostka                         | osób   | %      | osób    | %       | osób      | %         |
| populacja                         | 5302   | 100    | 2673    | 50,4    | 2629      | 49,6      |
| gęstość zaludnienia (mieszk./km²) | 26,9   | 26,9   | 13,5    | 13,5    | 13,3      | 13,3      |

## Sołectwa
Binduga, Bonin, Bonin-Ogródki, Borsuki, Bużka, Chlebczyn, Chybów, Franopol, Grzybów, Hołowczyce-Kolonia, Horoszki Duże, Horoszki Małe, Klepaczew, Klimczyce, Klimczyce-Kolonia, Kózki, Mierzwice-Kolonia, Nowe Hołowczyce, Nowe Litewniki, Nowe Mierzwice, Płosków, Płosków-Kolonia, Raczki, Rozwadów, Rzewuszki, Sarnaki, Serpelice, Stare Hołowczyce, Stare Litewniki, Stare Mierzwice, Terlików, Zabuże

## Sąsiednie gminy
Konstantynów, Mielnik, Platerów, Siemiatycze, Stara Kornica